# Federazione di pattinaggio d'Israele
La Federazione di pattinaggio d'Israele (inː BIsrael Roller Skating Association) è l'organo nazionale israeliano che governa e gestisce tutti gli sport rotellistici ed ha lo scopo di organizzare, disciplinare e sviluppare tali discipline.
L'ente ha la sede ad Haifa. L'attuale presidente è Nabeel Abboud.

## Discipline
Le discipline ufficialmente affiliate alla federazione sono le seguenti:
- Hockey su pista
- Hockey in linea
- Pattinaggio freestyle
- Pattinaggio artistico
- Pattinaggio corsa
- Skateboard
- Skiroll